# Serhij Hołowaty
Serhij Petrowycz Hołowaty, ukr. Сергій Петрович Головатий (ur. 29 maja 1954 w Odessie) – ukraiński polityk, prawnik, poseł, były minister sprawiedliwości.

## Życiorys
Ukończył w 1977 studia z zakresu prawa międzynarodowego na Uniwersytecie Kijowskim. Uzyskał następnie stopień kandydata nauk. Pracował jako wykładowca akademicki na Uniwersytecie Kijowskim, a także w Ukraińskiej Akademii Nauk. Jako autor i współautor opublikował m.in. sześć pozycji książkowych.
Od końca lat 70. należał do Komunistycznej Partii Ukrainy. Później krótko działał w Ludowym Ruchu Ukrainy. W latach 1990–1996 był posłem do Rady Najwyższej I i II kadencji. Pomiędzy wrześniem 1995 a sierpniem 1997 zajmował stanowisko ministra sprawiedliwości. Zasiadał też w Radzie Bezpieczeństwa Narodowego i Obrony Ukrainy, w której zasiadał przez rok. Pełnił w tym czasie funkcję wiceprzewodniczącego komisji pracującej nad przepisami znoszącymi karę śmierci na Ukrainie. W okresie 1997–1998 był członkiem jednej z rad doradczych przy prezydencie.
W 1998 został jednym z liderów bloku wyborczego Naprzód, Ukraino!, który nie przekroczył progu wyborczego. Serhij Hołowatyj uzyskał jednak mandat deputowanego III kadencji w okręgu większościowym. Cztery lata później ponownie wszedł do parlamentu, tym razem z listy Bloku Julii Tymoszenko. Od października 2005 do sierpnia 2006 po raz drugi sprawował urząd ministra sprawiedliwości (w rządzie Jurija Jechanurowa). Po objęciu tego stanowiska złożył mandat poselski, a także opuścił BJuT, który po odwołaniu Julii Tymoszenko z funkcji premiera, przeszedł do opozycji.
W 2006 Serhij Hołowaty kolejny raz został posłem (z listy krajowej Bloku Nasza Ukraina). W trakcie kadencji ponownie zmienił przynależność polityczną, przechodząc tym razem na stronę Wiktora Janukowycza. W przedterminowych wyborach w 2007 uzyskał mandat deputowanego VI kadencji z ramienia Partii Regionów. W 2012 nie ubiegał się o reelekcję.